# Jamelia
Pour les articles homonymes, voir Davis.
Jamelia Niela Davis, mieux connue en tant que Jamelia, née le 11 janvier 1981 à Handsworth, dans les Midlands de l'Ouest,  est une chanteuse et parolière anglaise de pop et de RnB. C'est en 2000 qu'elle voit naître une certaine notoriété, après avoir impressionné le staff de Parlophone en interprétant a cappella ses propres textes.
Elle compte trois albums studio, sortis entre 2002 et 2006, chacun d'eux se classant dans le top 40 au Royaume-Uni, et huit de ses singles sont entrés dans le top 10 également au Royaume-Uni. À cela s'ajoutent de nombreux prix remportés, comme ses quatre MOBO Awards, un Q Award et six nominations aux BRIT Awards.

## Biographie

### Jeunesse
Jamelia est née à Handsworth, une ville située au nord-ouest de Birmingham, dans le comté des Midlands de l'Ouest. Fille d'un père zimbabwéen et d'une mère jamaïcaine, elle est élevée dans le quartier de Winson Green à Birmingham. C'est à l'âge de quinze ans qu'elle signe un contrat chez Parlophone, après qu'elle eut fait sensation auprès de l'équipe exécutive en interprétant devant eux ses propres chansons a cappella. Jamelia fréquente par la suite The City Technology College de Kingshurst.

### Drama(1999–2002)
Jamelia est signée par Capitol Records à l'âge de 15 ans après que des producteurs de disques aient entendu des enregistrements de ses chansons a cappella qu'elle avait composées elle-même sur une machine à karaoké. Fin 1999, Jamelia enregistre le single So High, en collaboration avec sa collègue chanteuse de RnB Rosita Lynch. Le single ne réussit pas à se classer au Royaume-Uni et en Europe continentale, et ne figure sur aucun des albums suivants de Jamelia. À la suite des mauvaises ventes du single, Jamelia quitte Capitol Records, mais est rapidement engagée par le label discographique Parlophone, une branche d'EMI.

### Thank You(2002–2005)
Jamelia enregistre son deuxième album studio, Thank You, en 2002 et début 2003 après la naissance de sa fille Teja en 2001. Le premier single extrait de Thank You est Bout, un titre influencé par le RnB, sur lequel elle collabore avec la star américaine du rap Rah Digga ; il se classe à la 37e place au Royaume-Uni. Le deuxième single, Superstar, beaucoup plus pop, est devenu le plus haut sommet de Jamelia à l'époque, puisqu'il atteint la troisième place, et se classe {{26e[meilleure vente}} de l'année 2003 au Royaume-Uni. Il reste le seul single de Jamelia à recevoir une certification BPI. L'album parent Thank You, sorti peu après Superstar, est largement attendu pour reproduire le succès du single, mais il entre dans le classement britannique à la 65e place. Par la suite, un certain nombre de producteurs musicaux ont travaillé avec Jamelia sur une réédition de l'album qui présentait une nouvelle pochette et une nouvelle liste de titres, y compris deux nouvelles chansons : sa collaboration avec Chris Martin de Coldplay et DJ K Staveley, See It in a Boy's Eyes, et DJ.
Pour promouvoir la réédition, le titre Thank You est publié peu de temps avant. Connue pour être la préférée de Jamelia, la chanson est devenue son single le plus populaire à ce jour au Royaume-Uni, où elle se classe deuxième et reçoit le MOBO Award 2004 du meilleur single et une nomination au BRIT Award dans la même catégorie. Le quatrième single See it in a Boy's Eyes sort à la mi-2004 et devient le troisième succès consécutif de Jamelia dans le top 5, remportant le MOBO Award de la meilleure vidéo et le Q Award du meilleur single. Le succès de Thank You vaut à Jamelia cinq nominations aux BRIT Awards en 2004 et 2005 dans les catégories Meilleure femme britannique, Meilleur single britannique, Meilleure artiste solo féminine et Meilleure artiste urbaine britannique. L'album devient la 36e meilleure vente de 2004 et est certifié double disque platine par le BPI en reconnaissance des 600 000 exemplaires expédiés aux détaillantsref name=BPI/>. Jamelia contribue également à une reprise de Straight Ahead de Kool and the Gang pour leur album de remixes et de reprises The Hits : Reloaded.

### Walk with Me(2005–2010)

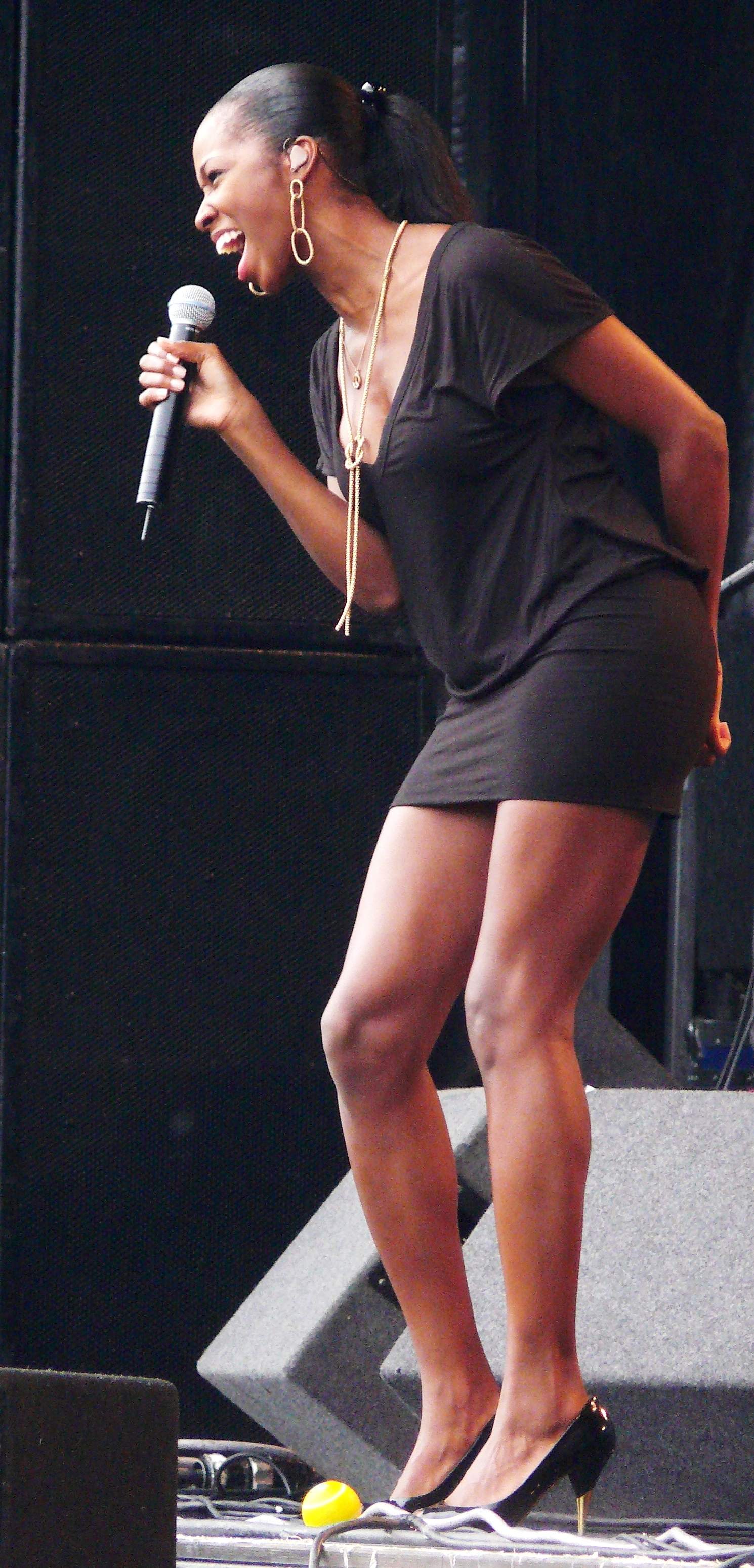
Jamelia en 2007.

Après la naissance de sa seconde fille, Tiani, en 2005, Jamelia commence l'enregistrement de son troisième album, Walk with Me. Le premier single extrait de cet album, Something About You, est publié en septembre 2006 au Royaume-Uni. Avec ce single, Jamelia embrasse un nouveau style musical, ainsi la chanson est décrite comme « moins RnB, plus expérimentale », et Popjustice d'ajouter qu'il est « un des meilleurs single pop depuis bien longtemps ». C'est le premier single de Jamelia qui est capable de se classer dans les charts de par les téléchargements seuls, ce qui fait de Jamelia une des premières artistes britanniques à entrer dans le Top 40 anglais uniquement par ce biais, en se classant 28e. La semaine d'après, il grimpe à la 9e place grâce à la sortie physique, et passe plus de deux mois dans le Top 40. Walk with Me sort peu de temps à la suite du single. De nombreux critiques notent que par cet album, Jamelia marque un tournant significatif dans sa carrière de chanteuse. Pourtant, le succès attendu après Thank You n'est pas au rendez-vous. Walk with Me limite tout juste la casse en pointant à la 20e place en première semaine. Le deuxième single, Beware of the Dog, est publié le 4 décembre 2006, fort d'un sample du titre de 1989 Personal Jesus des Depeche Mode. Il est fortement annoncé comme le meilleur single de Jamelia par le Chart Blog de Radio 1 qui dit que ce titre « pourrait être une des meilleures chansons pop jamais faites »[réf. nécessaire]. Le single entre à la 34e place du classement des meilleures ventes de single britannique, seulement par les téléchargements, avant de s'élever à la 10e position la semaine suivante. Ce titre est aussi nommé pour le concours de Popjustice, le 20 £ Music Prize, terminant à une honorable seconde place. En dépit de son pic à la 10e place des ventes de singles, Beware of the Dog n'arrange pas les affaires concernant les ventes d'albums et Walk with Me chute dans le top 75 dans le courant du mois de janvier 2007. No More est le troisième et dernier single à être extrait de l'album. Bien qu'il soit programmé dans la liste A de la BBC Radio 2, le single, qui sample un tube des Stranglers de 1981, n'ira pas plus loin que la 43e place au Royaume-Uni. C'est à la suite de la commercialisation forcée de No More que Jamelia quitte Parlophone, à qui elle reproche un manque de soutien et une promotion au rabais. Elle aurait alors reçu plusieurs propositions d'autres labels discographiques sans avoir encore tranché. Finalement, cet album, malgré une certification en janvier 2007 qui le certifie disque d'or, est loin d'avoir égalé le succès du précédent.
En août 2007, Jamelia annonce le projet de commercialiser un album réunissant tous ses singles sous la forme d'un best-of, avec pour date de sortie le 24 septembre 2007 et avec comme nom, Superstar - The Hits. L'album contient onze des quatorze singles sortis au Royaume-Uni, laissant de côté So High datant de 1999, les singles issus de l'album Drama, I Do et Boy Next Door, ainsi que son duo avec Tiziano Ferro, Universal Prayer, sorti en 2004.
En dépit de tous ces succès en plus de sept ans de carrière, Superstar - The Hits échoue à attirer quelque attention que ce soit de la part des critiques ou bien encore du public, et ne réussit pas à entrer dans le Top 40 britannique en restant à la 55e place. Toutefois, cet album met fin à la participation de Jamelia avec sa maison de disques, Parlophone, qu'elle avait décidé de quitter au début de l'année 2007, ce best-of n'étant qu'un arrangement pour arriver au terme du contrat. Ceci explique qu'aucun nouveau titre n'ait été ajouté ni même qu'un plan promotionnel n'ait été mis en place pour lui permettre un succès dans les charts.

### Hollyoakset autres (depuis 2013)

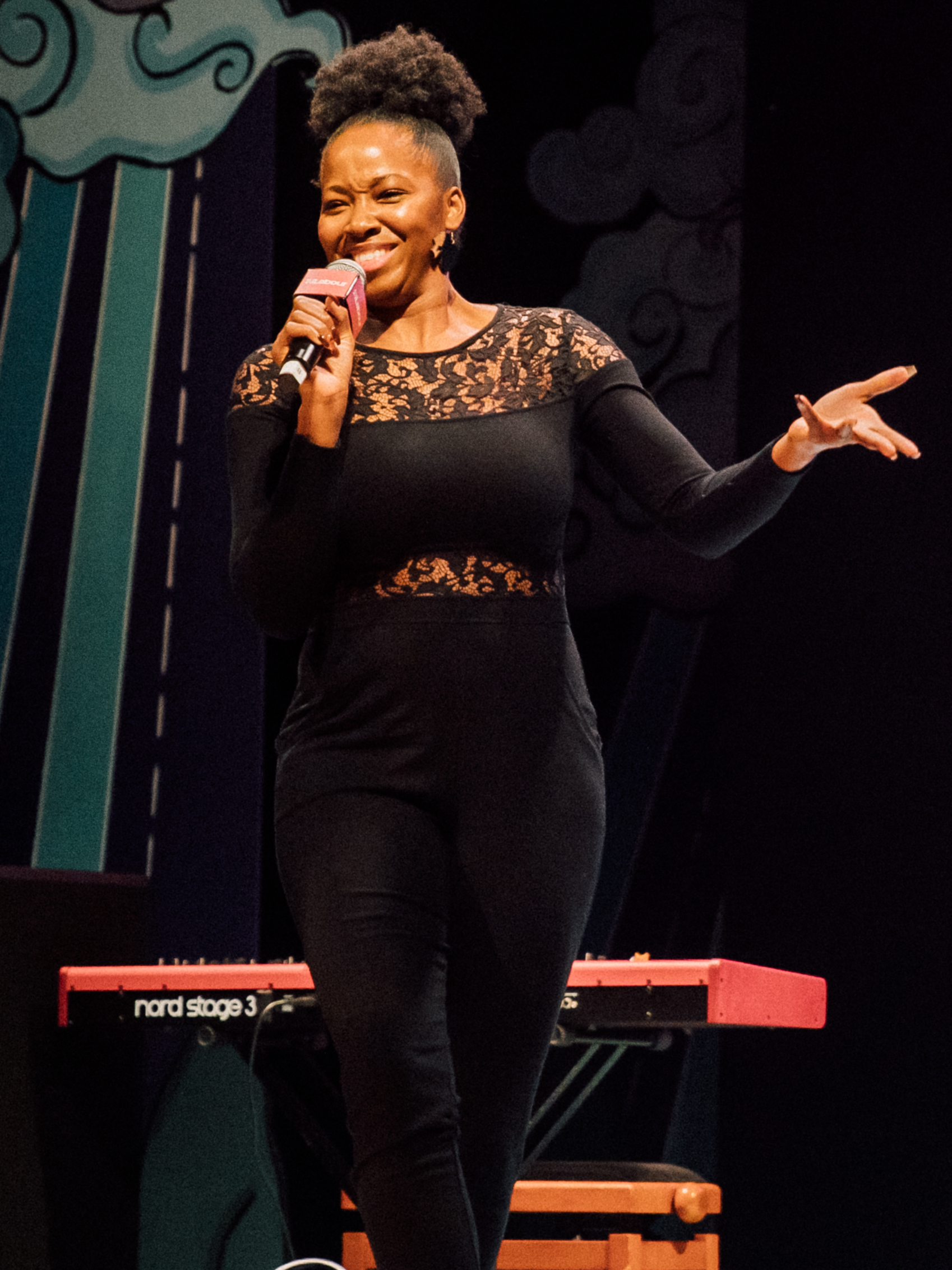
Jamelia le 23 novembre 2019.

Pour la saison 2 de The Voice of Ireland, la chanteuse remplace Brian Kennedy dans le rôle d'accompagnatrice. Les autres entraîneurs sont Sharon Corr, Kian Egan et Bressie. Le show est diffusé sur la chaîne RTE. Son candidat Keith Hanley remporte la deuxième saison du programme. En 2014, Jamelia est de nouveau coach pour la 3e saison, mais sa candidate Laura May Lenehan finit à la troisième place du podium. Entre novembre 2013 et 2016, elle fait partie des animatrices de l'émission quotidienne Loose Women.
En 2015, après avoir quitté The Voice, elle participe en tant que candidate à la célèbre émission Strictly Come Dancing lors de la 13e édition. Début 2017, elle rejoint les chroniqueurs du talk-show britannique The Wright Stuff. En 2018, Jamelia reproche aux projets télévisés de lui être « retirés » en raison de la couverture de son demi-frère, Tafarwa Beckford, qui a été reconnu coupable d'un meurtre lié à un gang.
En novembre 2019, Jamelia soutient le Parti travailliste lors des élections générales de 2019 au Royaume-Uni.

## Vie personnelle
Le 9 octobre 2007, elle annonce publiquement ses fiançailles avec le footballeur de l'équipe de Bristol, Darren Byfield (en). Ils se sont mariés et ont vécu à Wolverhampton, en Angleterre. Le couple divorce en 2009 après 18 mois de mariage. Elle est mère de trois filles, Teja (née le 18 mars 2001), Tiani (née le 21 octobre 2005) et True (née le 13 décembre 2018).

## Discographie

### Albums studio
- 2000 : Drama
- 2003 : Thank You
- 2006 : Walk with Me

### Singles
| Année | Single                                              | Classement des ventes | Classement des ventes | Classement des ventes | Classement des ventes | Classement des ventes | Classement des ventes | Classement des ventes | Classement des ventes | Classement des ventes | Album                                                                         |
| Année | Single                                              | R-U                   | IRL                   | AUS                   | N-Z                   | FR                    | ALL                   | SUI                   | ESP                   | EUR                   | Album                                                                         |
| ----- | --------------------------------------------------- | --------------------- | --------------------- | --------------------- | --------------------- | --------------------- | --------------------- | --------------------- | --------------------- | --------------------- | ----------------------------------------------------------------------------- |
| 1999  | So High                                             | —                     | —                     | —                     | —                     | —                     | —                     | —                     | —                     | —                     | —                                                                             |
| 1999  | I Do                                                | 36                    | —                     | —                     | —                     | —                     | 15                    | —                     | —                     | —                     | Drama                                                                         |
| 2000  | Money (featuring alkpote)                           | 5                     | 18                    | —                     | —                     | —                     | 9                     | —                     | —                     | —                     | Drama                                                                         |
| 2000  | Call Me                                             | 11                    | —                     | —                     | —                     | —                     | 19                    | —                     | —                     | —                     | Drama                                                                         |
| 2000  | Boy Next Door                                       | 42                    | —                     | —                     | —                     | —                     | 50                    | —                     | —                     | —                     | Drama                                                                         |
| 2003  | Bout (featuring Rah Digga)                          | 37                    | —                     | —                     | —                     | —                     | 17                    | —                     | —                     | —                     | Thank You                                                                     |
| 2003  | Superstar                                           | 3                     | 19                    | 1                     | 1                     | 3                     | 4                     | 2                     | 2                     | 2                     | Thank You                                                                     |
| 2004  | Thank You (en France avec Singuila)                 | 2                     | 10                    | 7                     | 8                     | 30                    | 46                    | 35                    | 9                     | 10                    | Thank You                                                                     |
| 2004  | See It in a Boy's Eyes                              | 5                     | 11                    | 35                    | —                     | —                     | 8                     | —                     | —                     | 21                    | Thank You                                                                     |
| 2004  | Universal Prayer (avec Tiziano Ferro et C Langlais) | —                     | —                     | —                     | —                     | 52                    | 34                    | 31                    | 1                     | 59                    | Thank You (Réédition internationale) Unity (Album des J.O. d'Athènes de 2004) |
| 2004  | DJ / Stop                                           | 9                     | 11                    | 37                    | —                     | —                     | 56                    | 36                    | —                     | 38                    | Thank You Bande originale du film Bridget Jones : L'Âge de raison             |
| 2004  | Stop / Superstar                                    | —                     | —                     | —                     | —                     | 26                    | —                     | —                     | —                     | —                     | Thank You Bande originale du film Bridget Jones : L'Âge de raison             |
| 2006  | Something About You                                 | 9                     | 28                    | 17                    | —                     | —                     | 59                    | 46                    | 7                     | 32                    | Walk with Me                                                                  |
| 2006  | Beware of the Dog                                   | 10                    | 48                    | 50                    | 29                    | —                     | 63                    | —                     | 31                    | 68                    | Walk with Me                                                                  |
| 2007  | No More                                             | 43                    | 79                    | —                     | —                     | —                     | —                     | —                     | —                     | —                     | Walk with Me                                                                  |

## Distinctions
| Année       | Institution                   | Catégorie                                |
| Remportés   | Remportés                     | Remportés                                |
| ----------- | ----------------------------- | ---------------------------------------- |
| 2000        | MOBO Awards                   | Meilleure vidéo - Money                  |
| 2004        | MOBO Awards                   | Meilleure artiste britannique féminine   |
| 2004        | MOBO Awards                   | Meilleur single - Thank You              |
| 2004        | MOBO Awards                   | Meilleure vidéo - See It In a Boy's Eyes |
| 2004        | Q Awards                      | Meilleur single - See It In a Boy's Eyes |
| 2005        | Urban Music Awards            | Meilleur artiste RnB                     |
| 2007        | Eska Awards                   | Meilleure artiste étrangère              |
| 2007        | Urban Music Awards            | Meilleur artiste RnB                     |
| Nominations |                               |                                          |
| 2004        | Brit Awards                   | Meilleure artiste britannique féminine   |
| 2004        | Brit Awards                   | Meilleur single britannique - Superstar  |
| 2004        | Mercury Music Prize           | Thank You                                |
| 2005        | Brit Awards                   | Meilleure artiste britannique féminine   |
| 2005        | Brit Awards                   | Meilleure artiste urbain britannique     |
| 2005        | Brit Awards                   | Meilleur single britannique - Thank You  |
| 2007        | Brit Awards                   | Meilleure artiste britannique féminine   |
| 2007        | Popjustice (20 £ Music Prize) | Beware of the Dog                        |
| 2007        | MOBO Awards                   | Meilleure artiste britannique féminine   |